# Seeboden am Millstätter See
Seeboden am Millstätter See est une commune (Marktgemeinde) autrichienne du district de Spittal an der Drau en Carinthie.

## Culture locale et patrimoine

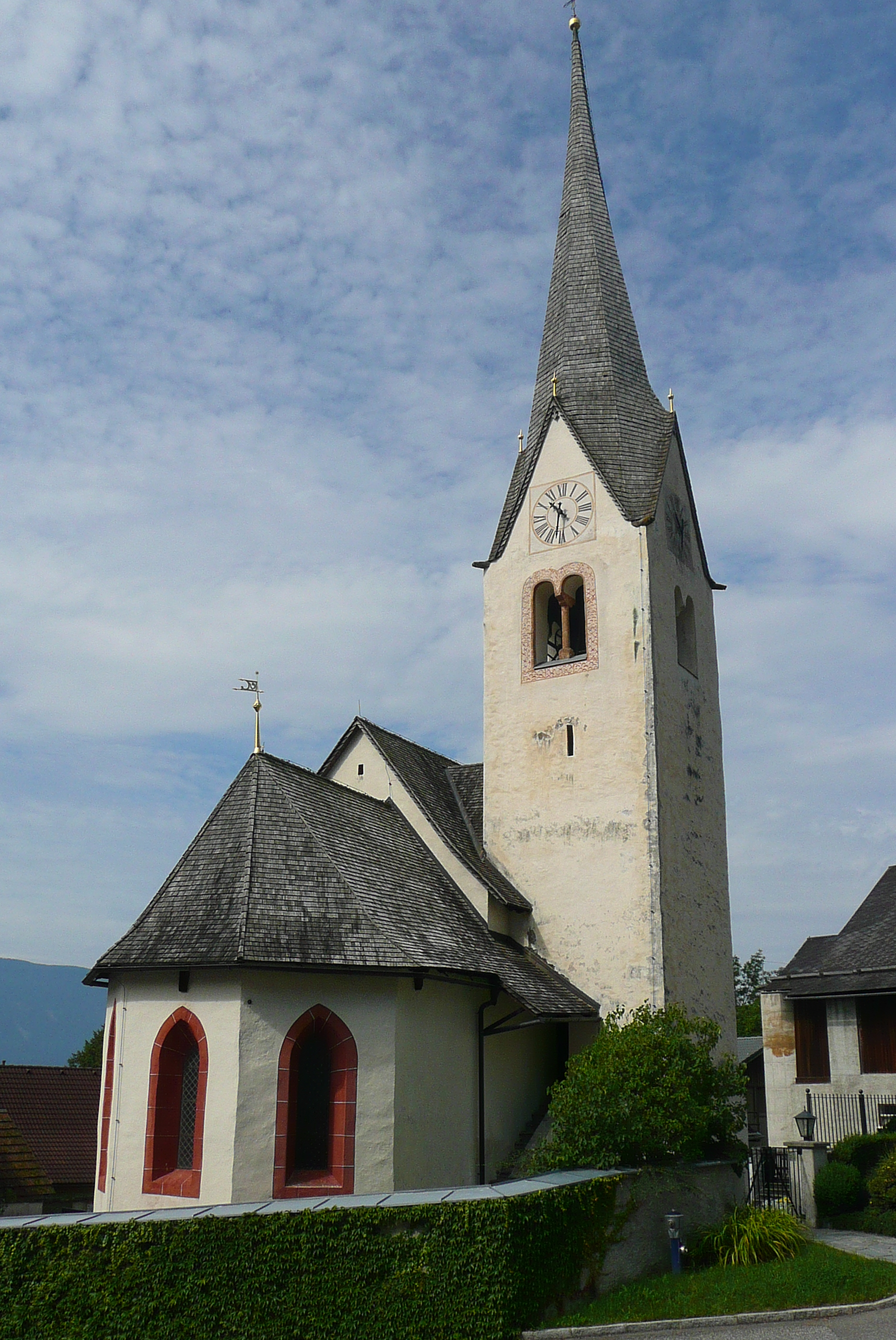
L’église catholique Saint-Leonhard.

Les principaux monuments et musées se trouvant à Seeboden sont l’église évangélique Unterhaus, l’église paroissiale catholique Heilige Leonhard, l’église Saint-Wolfgang et le musée de la pêche.
Toujours sur le territoire de la commune, mais dans les lieux-dits se trouvent l’église filiale heilige Lorenz et le pont du Steinbrückenbach à Lieserhofen, l’église filiale heilige Petrus à Tangern, l’église paroissiale Mariae Himmelfahrt et le presbytère à Lieseregg ainsi que le château de Sommeregg, construit au XIIe siècle, qui abrite également le musée de la torture, à Schloßau.